# رجا سمرين
رجا محمد سُمرين (7 مارس 1929 - 11 مارس 2018)، شاعر وأستاذ جامعي أردني - فلسطيني.
ولد في قالونيا بالقرب من القدس ونشأ بها. حصل على شهادة الدكتوراه من جامعة الأزهر في القاهرة عام 1972. عمل في حقل التربية والتعليم في كل من الأردن والسعودية والكويت. عضو رابطة الأدب الحديث في القاهرة. نشر شعره في الصحف والمجلات العربية. له دواوين شعرية ودراسات أدبية ونقدية.

## سيرته
وُلد رجا محمد عبد الله أحمد سُمرين يوم 7 مارس 1929/ 26 رمضان 1347 في قالونيا بالقرب من القدس. تلقى تعليمه الثانوي في كلية روضة المعارف الوطنية بالقدس، وحصل على شهادة التوجيهي المصري سنة 1950، ثم درس اللغة العربية وآدابها في جامعة الأزهر، فحصل منها على شهادة البكالوريوس 1955، وشهادة دبلوم الدراسات العليا 1965، وشهادة الماجستير 1967، وشهادة الدكتوراه 1972.

عمل في التدريس بالأردن والسعودية والكويت ومصر 1955 - 1969، ثم في الكويت؛ مدرّساً ثم موجهاً فنياً 1970 - 1980، ثم مدرّساً في معهد التربية للمعلمين التابع للهيئة العامة للتعليم التطبيقي والتدريب 1980 - 1986، وعندما تحول المعهد إلى كلية للتربية الأساسية سنة 1986 رُّقي إلى درجة أستاذ مساعد، ثم أصبح مشرفاً للنشاط الثقافي في كلية الدراسات التكنولوجية منذ 1987 حتى تقاعده سنة 1989. عمل بعد ذلك مدرساً للّغة العربية في الكلية الوطنية بعمّان حتى سنة 1994.

كان عضوًا في رابطة الكتاب الأردنيين، ورابطة الأدب الحديث وندوة شعراء العروبة في القاهرة. كما كان عضواً في اتحاد الكتاب والصحفيين الفلسطينيين فرع الكويت 1974-1990.

توفي يوم 11 مارس 2018/ 24 جمادى الآخرة 1439.

## مؤلفاته
- عصور الأدب العربي، في تاريخ الأدب، بالاشتراك مع خالد الساكت، 1958
- الضائعون، شعر، 1960
- الجنة الضائعة، مسرحية شعرية، 1970
- الشعر الفلسطيني في معركة بيروت، دراسة، 1983
- وتبقى الفوارس قرب الجياد، شعر، 1984
- الطريق إلى أرض ليلى، شعر، 1990
- شعر المرأة العربية المعاصرة 1945-1970، دراسات نقدية، 1990
- الأعمال الشعرية الكاملة، ج1)، 2002
- تحت المجهر، دراسات نقدية، 2003
- الاتجاه الإنساني في الشعر العربي المعاصر، دراسات نقدية، 2003
- أوراق الشتات، سيرة ذاتية، 2004
- عواصف الخريف، شعر، 2009